# آسانو آتسوکو
آسانو آتسوکو ((به ژاپنی: 浅野温子 Asano Atsuko)؛ زادهٔ ۴ مارس ۱۹۶۱) یک هنرپیشه اهل ژاپن است. از فیلم‌هایی که وی در آن شرکت داشته‌است می‌توان به فیلم آسمان و زمین (فیلم ۱۹۹۰) اشاره کرد.